# Gerygone mouki
Gerygone mouki es una especie de ave paseriforme del género Gerygone, que pertenece a la superfamilia Meliphagoidea (familia de los Pardalotidae, perteneciente a la subfamilia Acanthizidae).

## Subespecies
- Gerygone mouki amalia
- Gerygone mouki mouki
- Gerygone mouki richmondi

## Localización
Es una especie que habita en la costa oriental de Australia.